# Comuna Hirkî, Liubeșiv
Hirkî (în ucraineană Гірки) este o comună în raionul Liubeșiv, regiunea Volînia, Ucraina, formată din satele Hirkî (reședința), Liubotîn și Mukoșîn.

## Demografie
Componența lingvistică a satului Hirkî
     Ucraineană (98,96%)
     Alte limbi (1,04%)
Conform recensământului din 2001, majoritatea populației satului Hirkî era vorbitoare de ucraineană (98,96%), existând în minoritate și vorbitori de alte limbi.